# الرسالة الثانية إلى تيموثاوس

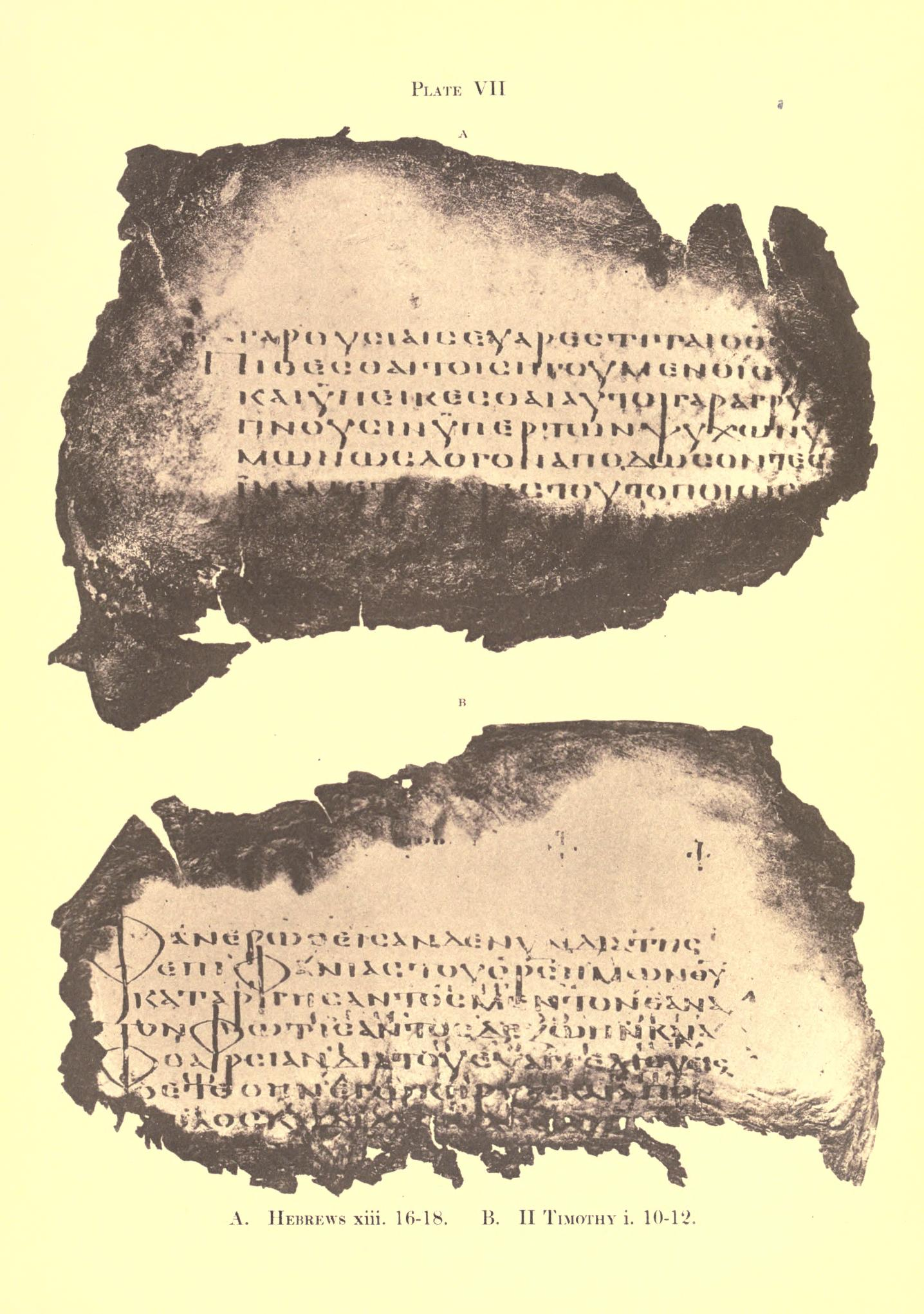
Palte VII from Sander's facsimile. (H. A. Sanders: The New Testament Manuscripts in the Freer Collection. New York – London: The Macmillan Company, 1918, p. 254)

الرسالة الثانية إلى تيموثاوس هي إحدى رسائل العهد الجديد التي تنسب إلى الرسول بولس، وهي إحدى الرسائل الرعوية – الرسائل الموجهة إلى تيموثاوس و‌تيطس و‌فليمون – أي الرسائل التي كتبت لإرشاد وتشجيع راع كنيسة ما، ولهذه الرسالة أهمية خاصة حيث يعتقد بأنها كانت آخر ماكتبه بولس أثناء فترة سجنه الثانية في روما والتي أعدم بعدها بأمر من نيرون إمبراطور روما عام 64م. هذه الرسالة موجهة من بولس «رسول يسوع المسيح» إلى تيموثاوس «الابن الحبيب».

## غاية الرسالة
طلب بولس من تيموثاوس أن يحضر إليه سريعا فقد هجره الكل ماعدا لوقا وطلب منه أن يحضر مرقس معه لأنه «نافع للخدمة»  ، وكان بولس يشعر بأن نهايته قد دنت  فأراد أن يتحدث عن خدمته لكي يشجع تيموثاوس على السلوك في ذات الطريق، فكان الإصحاح الأخير كرسالة وداع المحارب الذي انتصر في حربه وهو ينتظر مكافأته.

## أقسام الرسالة
الإصحاح الأول: التشجيع على احتمال المشقات في سبيل البشارة.
الإصحاح الثاني: الحض على الجهاد الروحي كجندي صالح ليسوع المسيح.
الإصحاح الثالث: التحذير من الشرور التي ستجلبها الأيام الأخيرة ووصايا لتيموثاوس.
الإصحاح الرابع: مناشدة بولس لتيموثاوس على متابعة الكرازة وتشجيعه على المضي في الطريق التي سلكها من قبله، وتوصيات شخصية

## مواضيع ذات صلة
- بولس
- تيموثاوس
- رسالة بولس الرسول الأولى إلى تيموثاوس